# Lize Spit
Lize Spit , née en 1988 à Lierre, est une écrivaine belge, écrivant en néerlandais. Son premier roman, Débâcle, connaît un grand succès et est traduit dans de nombreuses langues. 

## Biographie
Lize Spit est née en 1988 à Lierre et grandit à Viersel, en Campine belge, et habite ensuite à Bruxelles (Anderlecht). Elle étudie à Bruxelles au Royal Institute for Theatre, Cinema and Sound (RITCS), où elle obtient Master en écriture de scénario. Elle donne ensuite des cours de scenario, est conférencière  à la LUCA School of Arts  et rédige des textes pour la nouvelle méthode d’apprentissage des langues De Taalbende,.  
Elle publie aussi des nouvelles  et des poèmes dans diverses revues littéraires néerlandophones comme Tirade (nl), Het Liegend Konijn (nl), De Gids (nl) et Das Magazin (nl). En 2013 elle obtient le prix du jury et le prix du public du concours d’écriture Write Now!,. 
Son premier roman, Het smelt, publié en français sous le titre Débâcle, décrit avec beaucoup de réalité un jeu cruel d'adolescents dans un village du Limbourg. Il obtient des prix littéraires importants aux Pays-Bas et en Belgique, notamment le Bronzen Uil et le Hebban Debuutprijs en 2016 ainsi que le Nederlandse Boekhandelsprijs (nl) en 2017 et le Lucy B. en C.W. van der Hoogtprijs (nl) en 2018,,,,. Il est traduit en seize langues et adapté au cinéma par Veerle Baetens. 
Je ne suis pas là, en 2020, plonge le lecteur dans la souffrance de la maladie mentale. Le récit se situe à Bruxelles et traite cette ville comme un personnage à part entière du roman,.

## Œuvre
- Débâcle [« Het smelt »] (trad. du néerlandais par Emmanuelle Tardif), Actes Sud, 2016 (ISBN 978-2-330-09265-8)
- Je ne suis pas là [« Ik ben er niet »] (trad. du néerlandais par Emmanuelle Tardif) (ISBN 978-2330173531)
- 2021 : scénariste, H24 (épisode 7 "13h - Mon harceleur")
- L’Honorable Collectionneur [« De eerlijke vinder »] (trad. du néerlandais par Emmanuelle Tardiff), Actes Sud, 2023 (ISBN 9782330192587)

## Adaptations au cinéma
- 2023 : Débâcle (Het smelt) de Veerle Baetens